# Madrepora minutiseptum
Madrepora minutiseptum är en korallart som beskrevs av Stephen D. Cairns och Zibrowius 1997. Madrepora minutiseptum ingår i släktet Madrepora och familjen Oculinidae. Inga underarter finns listade i Catalogue of Life.